# Nguyên lý chồng chập
Trong vật lý học, nguyên lý chồng chập (Tiếng Anh: Superposition principle) hay nguyên lý chồng chất, là một tính chất áp dụng đúng cho một số đại lượng vật lý, được phát biểu là: "tác động của hai hay nhiều hiện tượng lên cùng một vị trí tại một thời điểm bằng tổng tác động của từng hiện tượng riêng rẽ". Nguyên lý này cho phép phân tích hoạt động của một hệ thống vật lý ra thành hoạt động của các hệ thống "cơ bản" riêng rẽ.

## Trường véc-tơ
Trong trường véc-tơ, giá trị một sóng tổng hợp từ nhiều sóng riêng lẻ tại một vị trí và tại một thời điểm bằng tổng véc-tơ của các sóng riêng lẻ. Đây chính là nguyên lý cơ bản của hiện tượng giao thoa. Tổng véc-tơ
của các sóng có thể có trị lớn hơn các sóng riêng lẻ (cộng hưởng) hay nhỏ hơn các sóng riêng lẻ (triệt tiêu).

### Thuyết lượng tử
Nguyên lý chồng chập là một trong những tiên đề của thuyết lượng tử. Nguyên lý có thể được phát biểu một cách ngắn gọn, nếu một hệ lượng tử có thể được phát hiện ở một trong 2 trạng thái, A và B với các tính chất khác nhau, nó cũng có thể được phát hiện ở trạng thái tổ hợp của chúng, aA + bB, ở đó a và b là các số bất kỳ. Mỗi tổ hợp này là một chồng chập và có các tính chất vật lý khác nhau. Nguyên lý chồng chập trong thuyết lượng tử được gọi là chồng chập lượng tử.

### Điện từ học
Nguyên lý chồng chất điện trường cho rằng vectơ cường độ điện trường gây bởi một hệ điện tích điểm bằng tổng các vectơ cường độ điện trường gây ra bởi từng điện tích điểm của hệ.